# Stefan Olsson (statsvetare)
Stefan Olsson, född 16 augusti 1968 i Sollentuna församling, Stockholms län, är en svensk statsvetare, skribent och moderat politiker.

## Karriär
Olsson studerade och doktorerade i statskunskap vid Uppsala universitet.
Han var verksam vid Totalförsvarets forskningsinstitut (FOI) och vid tankesmedjan Frivärld från 2012.
Han blev i februari 2016 landstingsråd (oppositionsråd) i landstinget i Uppsala län.
I mars 2017 blev han gruppledare och regionråd för Moderaterna i Region Uppsala och mellan november 2018 och juni 2019 var han regionstyrelsens ordförande, då han blev sjukskriven.
Sedan valet 2022 är han riksdagsledamot för Moderaterna i Uppsala län.

## Verk
Olssons vetenskapliga arbeten har handlat om:
- Sveriges demokratisering och högerpartiets roll under denna period.
- Rättssäkerhet vid krishantering och rysk desinformation.
- Barns politiska rättigheter.
- EU:s krishanteringssystem.
- Konservativ idédebatt ur ett liberalkonservativt perspektiv.

Vid sidan av den vetenskapliga gärningen arbetar Olsson också som frilansskribent. Han är knuten till Norrköpings Tidningar och Nya Wermlands-Tidningen.